# Sade Adu
Sade Adu [sadé/šadé adú] (rojena kot Helen Folasade Adu), OBE, nigerijsko-britanska pevka, * 16. januar 1959, Ibadan, Nigerija.
Sade Adu se je rodila v Nigeriji kot hči Nigerijca in Britanke. Po ločitvi staršev se je z materjo in bratom preselila v Colchester. V Londonu je študirala modno oblikovanje ter delala kot fotomodel. Leta 1980 se je začela njena pevska kariera. Sprva je pela v skupini Arriva, nato pa dve leti v skupini Pride. Leta 1984 je ustanovila svojo skupino ter od sredine osemdesetih s svojo glasbo s prvinami soula in jazza požela velike uspehe. Leta 1994 je za pesem No ordinary love prejela grammyja. Nato je naredila nekajletni premor ter se posvetila svoji hčeri. Leta 2000 je izdala nov album ter leta 2001 odšla na turnejo po ZDA. Leta 2002 je posnela nadaljnji album, leta 2006 pa je izšel njen album Best of the Remixes.

## Diskografija

### Albumi
- Diamond life (1984)
- Promise (1985)
- Stronger than pride (1988)
- Love deluxe (1992)
- The best of Sade (1994)
- Lovers rock (2000)
- Lovers live (2002)
- Best of the Remixes (2006)
- Soldier of Love (2010)

### Singli
- Your love is king (1984)
- Smooth operator (1984)
- Sweetest taboo (1985)
- Is it a crime? (1985)
- Never as good as the first time (1986)
- Stronger than pride (1988)
- Paradise (1988)
- Nothing can come between us (1988)
- Turn your back on me (1988)
- No ordinary love (1991)
- Feel no pain (1993)
- Cherish the day (1994)
- By your side (2000)
- King of sorrow (2001)
- Soldier of Love (2010)
- Babyfather (2010)
- The Moon and the Sky (2010)
- Still in Love with You (2011)

### DVD-ji
- Sade Live (2001, posnetki iz leta 1993)
- Lovers Live (2002)
- The Ultimate Collection (2011)
- Bring Me Home Live 2011 (2012)